# Eco

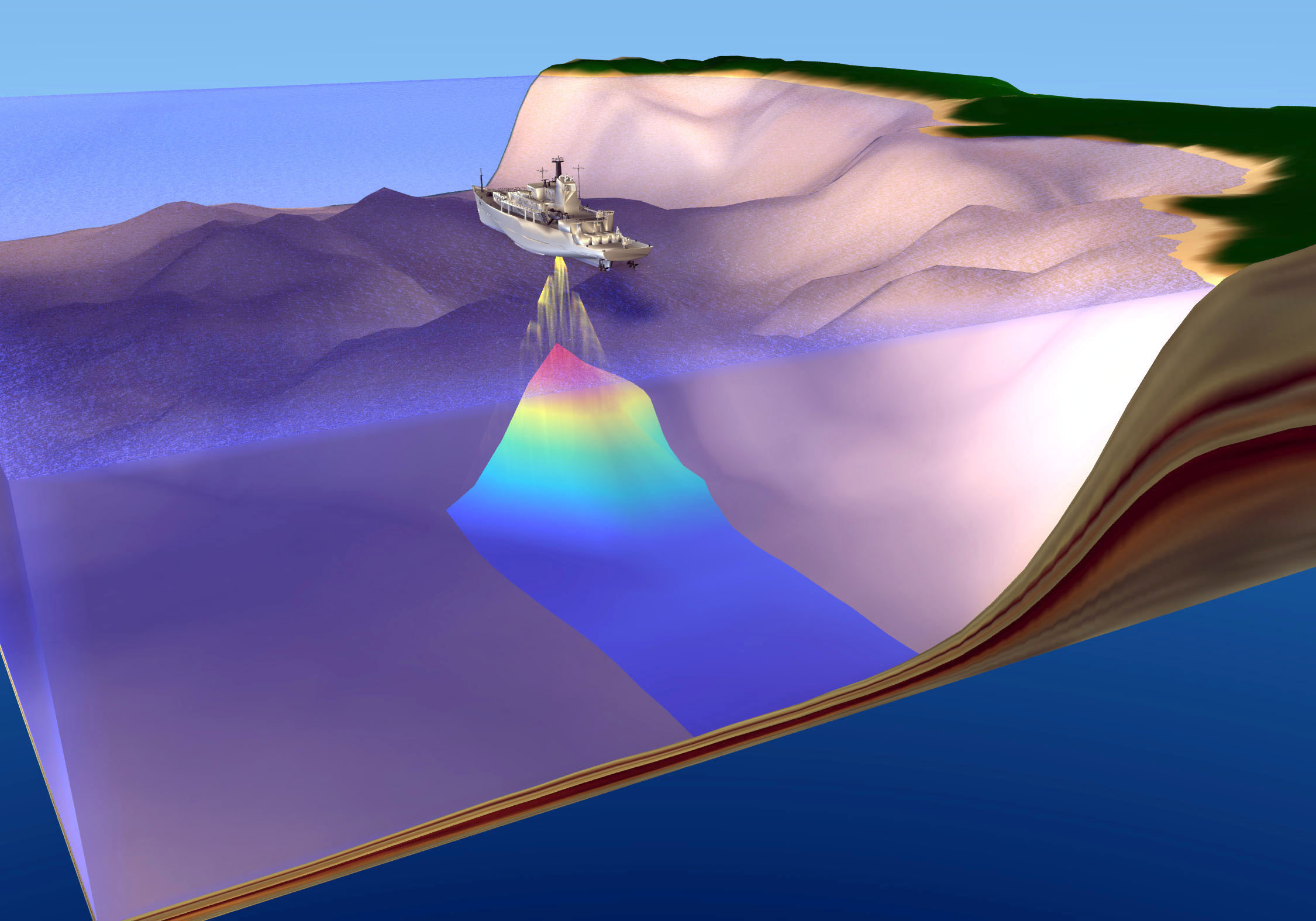
Sonar. Empleo del eco acústico para la detección del fondo marino.

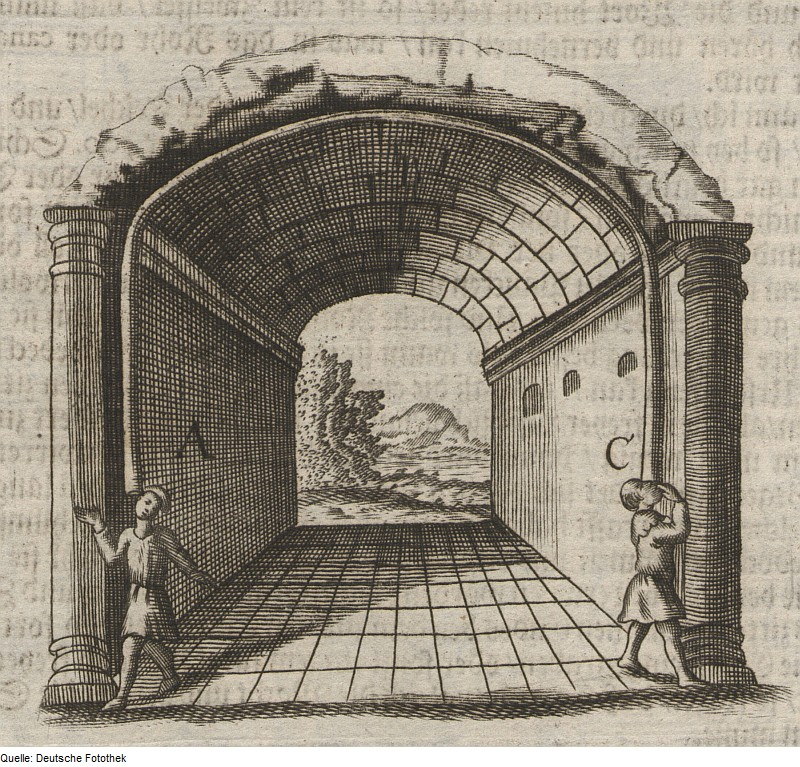
El eco se produce en diferentes superficies.

El eco es un fenómeno acústico producido cuando una onda  se refleja en una superficie y regresa hacia su emisor. Puede referirse tanto a ondas sonoras como a electromagnéticas. El efecto acústico producido por la reflexión del sonido una vez acabada su segunda exposición del eco. Podría decirse que este reflejo o reflexión es semejante al que producen las ondas de la luz en los espejos, pero con ondas sonoras o electromagnéticas.

## Funcionamiento
En el caso del oído animal, para que sea percibido es necesario que el eco supere la persistencia acústica, en caso contrario el cerebro interpreta el sonido emitido y el reflejado como un mismo sonido. El mínimo retardo necesario entre ambos sonidos varía desde alrededor de 100 ms para sonidos secos hasta varios segundos para sonidos complejos, como la música. Si el sonido ha sido deformado hasta hacerse irreconocible, se denomina reverberación en vez de eco.
El caso de las ondas unicelulares, el fenómeno es utilizado en el para la localización de cualquier anomalía radar.
Fenómeno acústico en que se produce la repetición de un sonido al chocar las ondas sonoras contra un obstáculo y reflejarse hasta llegar al lugar donde se ha emitido.

## Aplicaciones del eco
- Ensayos: En construcción se utiliza la distribución del eco por el interior de los materiales a modo de ensayo, para ver si cumplen con los parámetros deseados.
- Ecografías: El eco de un ultrasonido es interpretado por un ordenador para generar imágenes.
- Radares: Triangulan la posición de los objetos a través de su eco.